# Enner Valencia
Enner Remberto Valencia Lastra (* 4. listopadu 1989 San Lorenzo) je ekvádorský profesionální fotbalista, který hraje na pozici útočníka či křídelníka za brazilský klub Sport Club Internacional a za ekvádorský národní tým, jehož je kapitánem.

## Reprezentační kariéra
V A-mužstvu Ekvádoru debutoval 29. února 2012 v přátelském zápase proti Hondurasu (výhra 2:0). Dostal se na hřiště v 81. minutě.
Kolumbijský trenér Ekvádoru Reinaldo Rueda jej nominoval na Mistrovství světa 2014 v Brazílii, kde Ekvádor po prohře 1:2 se Švýcarskem, výhře 2:1 nad Hondurasem a remíze 0:0 s Francií obsadil se čtyřmi body nepostupové třetí místo v základní skupině E. Valencia vstřelil všechny tři góly svého týmu.

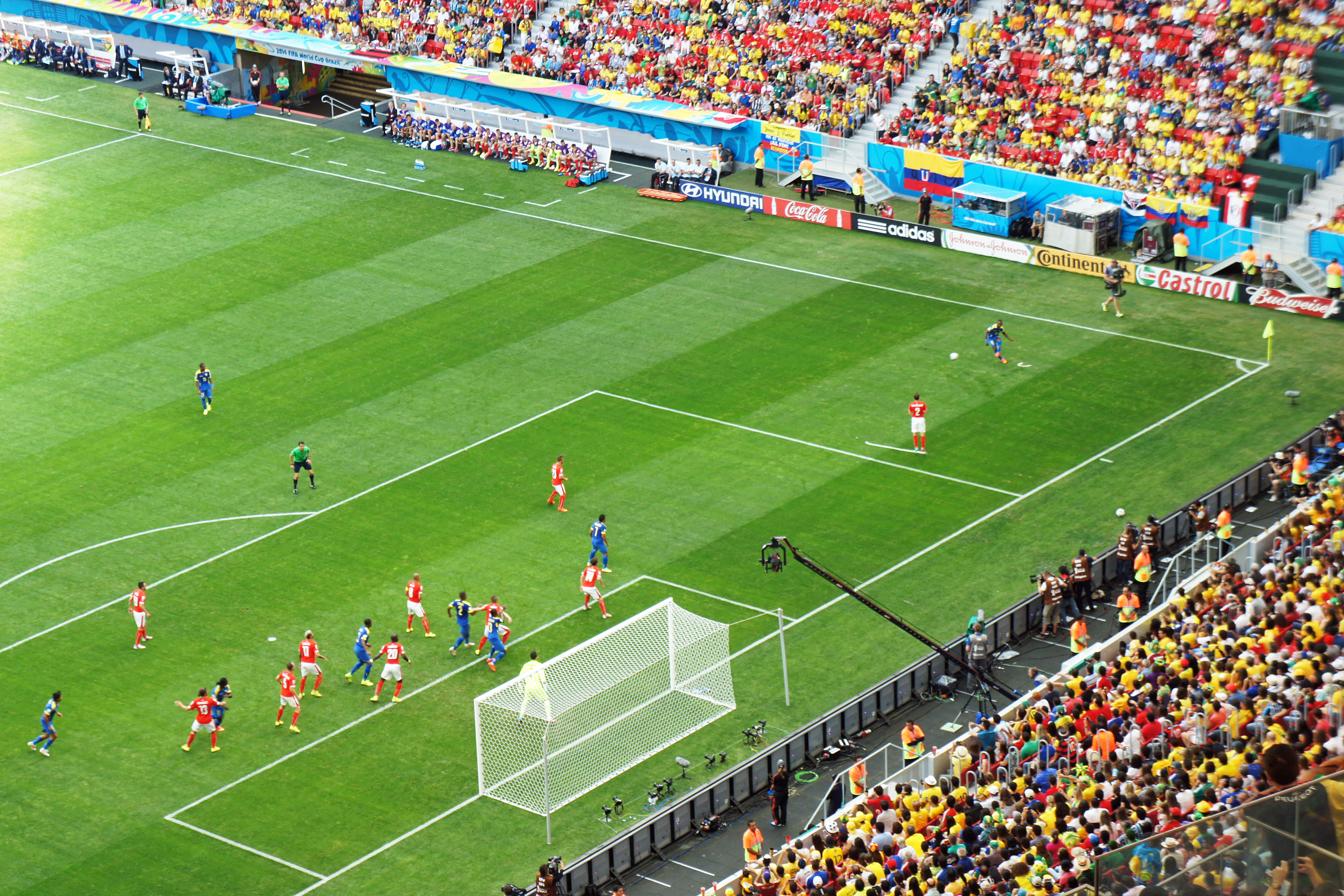
Zápas na MS v fotbale 2014 Ekvádor - Švýcarsko

V roce 2022 byl nominován na své druhé Mistrovství světa v témže roce. Hned v prvním zápase svého týmu na tomto turnaji vstřelil obě dvě branky Ekvádoru proti Kataru (0:2).